# Montreuil-Poulay
Montreuil-Poulay är en kommun i departementet Mayenne i regionen Pays de la Loire i nordvästra Frankrike. Kommunen ligger i kantonen Le Horps som tillhör arrondissementet Mayenne. År 2022 hade Montreuil-Poulay 374 invånare.

## Befolkningsutveckling
Antalet invånare i kommunen Montreuil-Poulay
| Referens: INSEE |